# 曼努埃尔·隆巴尔多
曼努埃尔·隆巴尔多（義大利語：Manuel Lombardo，1998年12月4日—），意大利男子柔道运动员，2021年世界柔道锦标赛男子66公斤级银牌得主、2023年世界柔道锦标赛男子73公斤级银牌得主。